# Platysaurus relictus
Platysaurus relictus är en ödleart som beskrevs av  Donald G. Broadley 1976. Platysaurus relictus ingår i släktet Platysaurus och familjen gördelsvansar. IUCN kategoriserar arten globalt som nära hotad. Inga underarter finns listade i Catalogue of Life.